# Kostel svaté Maří Magdalény (Brno)
Kostel svaté Maří Magdalény v Brně je římskokatolický kostel na rohu Masarykovy a Františkánské ulice postavený v letech 1651–1654 pravděpodobně stavitelem Ondřejem Ernou na místě bývalé synagogy pro brněnské františkány. Současná podoba je z roku 1852, kdy proběhla přestavba. Kostel je chráněn jako kulturní památka. 

## Historie

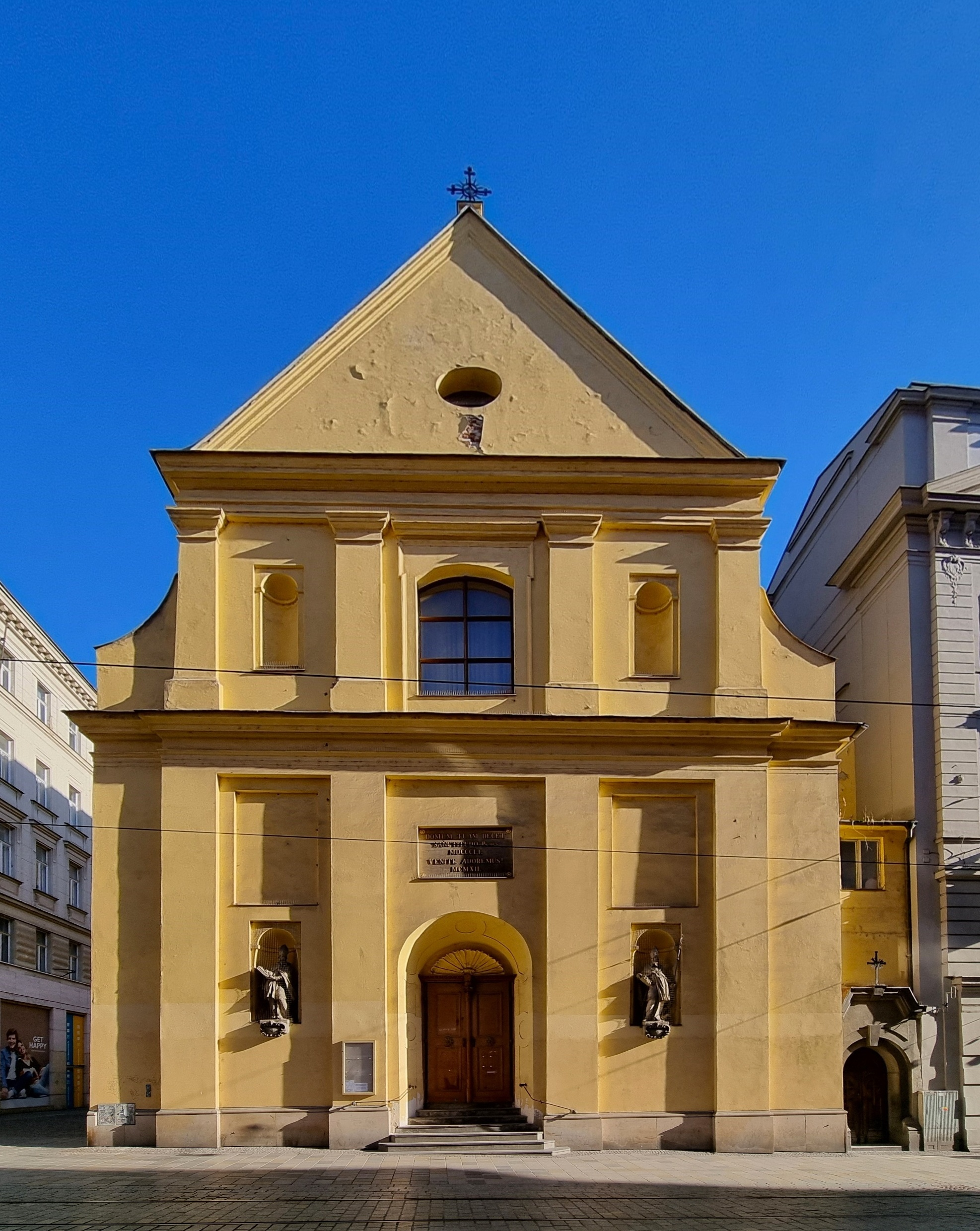
Průčelí kostela

Dnešní kostel stojí na místě bývalé synagogy a židovské čtvrti. Brněnští židé žili v jihovýchodní části města nejpozději od poloviny 13. století. Pozůstatky severní zdi synagogy, tedy ze strany dnešní Františkánské ulice, byly odkryty při archeologickém průzkumu. Král Ladislav Pohrobek nařídil 27. července 1454, aby židé do 11. listopadu toho roku opustili město. Zůstalo zde 30 židovských domů, synagoga a hřbitov.
Synagoga poté začala sloužit jako kostelík svaté Máří Magdalény. Na vyhnání židů z města měl podíl italský františkánský mnich Jan Kapistrán, který proti nim ve svých kázáních v Brně podněcoval averzi. Kapistrán také inicioval vznik františkánského kláštera před brněnskými hradbami poblíž dnešních Denisových sadů. Tento klášter vznikl v roce 1451 i s kostelem sv. Bernarda Sienského, podle nějž se brněnským františkánům říkalo také Bernardini.
Během třicetileté války Brno při přípravě na švédské obléhání nechalo v roce 1643 z obranných důvodů klášter i s kostelem strhnout. Františkáni získali náhradou právě kostelík sv. Máří Magdalény a čtyři domy. Starý kostel pak od základů přestavěli. 14. února 1651 položili základní kámen a stavba byla hotova o tři roky později. Stavebních prací se zřejmě ujal italský stavitel Ondřej Erna, který kolem roku 1620 přišel z Milánska do Brna. V letech 1654–1671 pak františkáni postavili i přilehlý klášter s nemocnicí a lékárnou. V roce 1656 zde působilo 55 mnichů. Kostel i s klášterem vysvětil 16. dubna 1673 olomoucký biskup Karel II. z Lichtensteinu-Castelcorna.

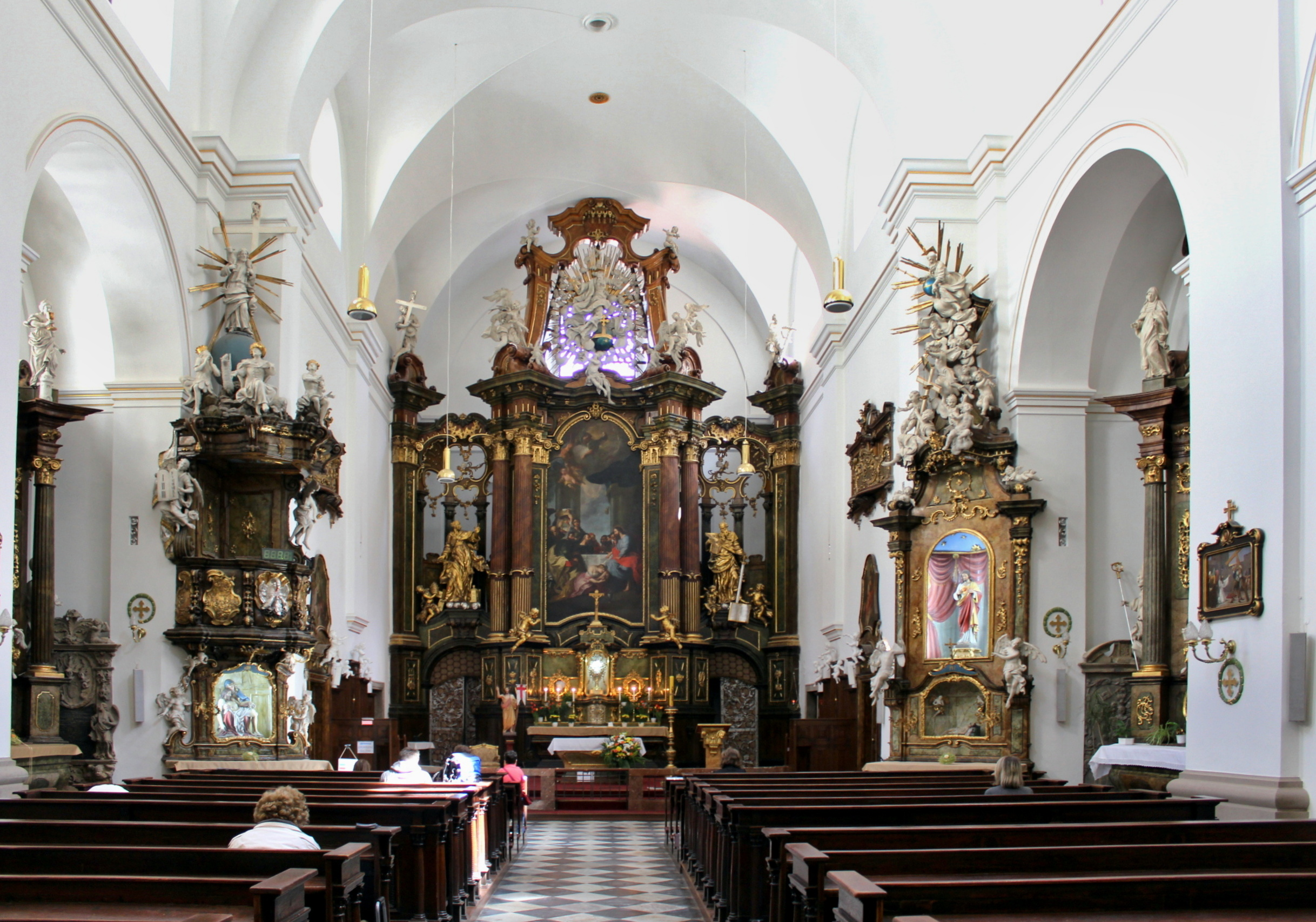
Interiér kostela (2016)

V letech 1677–1704 byl klášter z darů brněnské šlechty postupně vybaven bohatou výzdobou, knihovnou a archivem. V 90. letech 17. století se františkáni dostali do sporu se sousední parcelou s dnes již zbořeným palácem Dietrichsteinů. Spor se týkal toho, že palác příliš stínil klášterní budovy. Tato situace se opakovala znovu o 50 let později a byla nakonec vyřešena smírčí finanční kompenzací a zvýšení kláštera o jedno patro a příslibem že se palác nebude navyšovat. Za autora těchto úprav je považován Mořic Grimm nebo František Benedikt Klíčník. Roku 1746 byla ke kostelu přistavěna věž.
Během josefinských reforem byl 31. května 1787 klášter zrušen a kostel se stal farním. Z kláštera byla větší část využívána vojáky, zbytek pak ponechán duchovním. 23. května 1852 vypukl v hostinci U Hvězdy vedle Měnínské brány požár, který zničil pět domů a také silně poškodil samotný kostel, především jeho věž. Kostel byl obnoven s poněkud jednodušší výzdobou a věž byla přestavěna v novorománském slohu.
V roce 1912 biskup Pavel Huyn při kostele usadil řeholníky Kongregace bratří Nejsvětější Svátosti (eucharistiány), kteří zde působili do roku 1951, kdy je odtud vykázal komunistický režim. Kongregace (petrini) nechala v roce 1913 vybourat původní chór, posunout hlavní oltář dále do presbytáře a vybudovala novou kruchtu s varhanami. Farní správa přešla 20. ledna 1914 na nově postavený kostel Neposkvrněného početí Panny Marie v Křenové ulici. Na požádání biskupa Vojtěcha Cikrleho zde kongregace znovu působila od začátku 90. let 20. století do roku 2011. V roce 2014 byla provedena oprava interiéru kostela, vyměněna okna, elektroinstalace s osvětlením, vytápění a provedena výmalba.
V roce 2019 došlo ke statické havárii kostela vinou vody unikající z vodovodní přípojky, takže chrám musel být v červnu toho roku uzavřen. Omítka opadávala, ve zdech byly znatelné rozsáhlé pukliny, trhliny byly v nosných konstrukcích kostela i fary, kvůli sedání věže byly zdi provizorně podepřeny. Došlo k narušení klenby nad presbytářem, která byla rovněž provizorně podepřena. Z hlavního oltáře byl sundán Sternův obraz a pověšen pod kůr. K červnu 2021 bylo ohlášeno plánované zahájení prací na celkové rekonstrukci na rok 2022 a jejich očekávané dokončení na rok 2024.

## Popis kostela

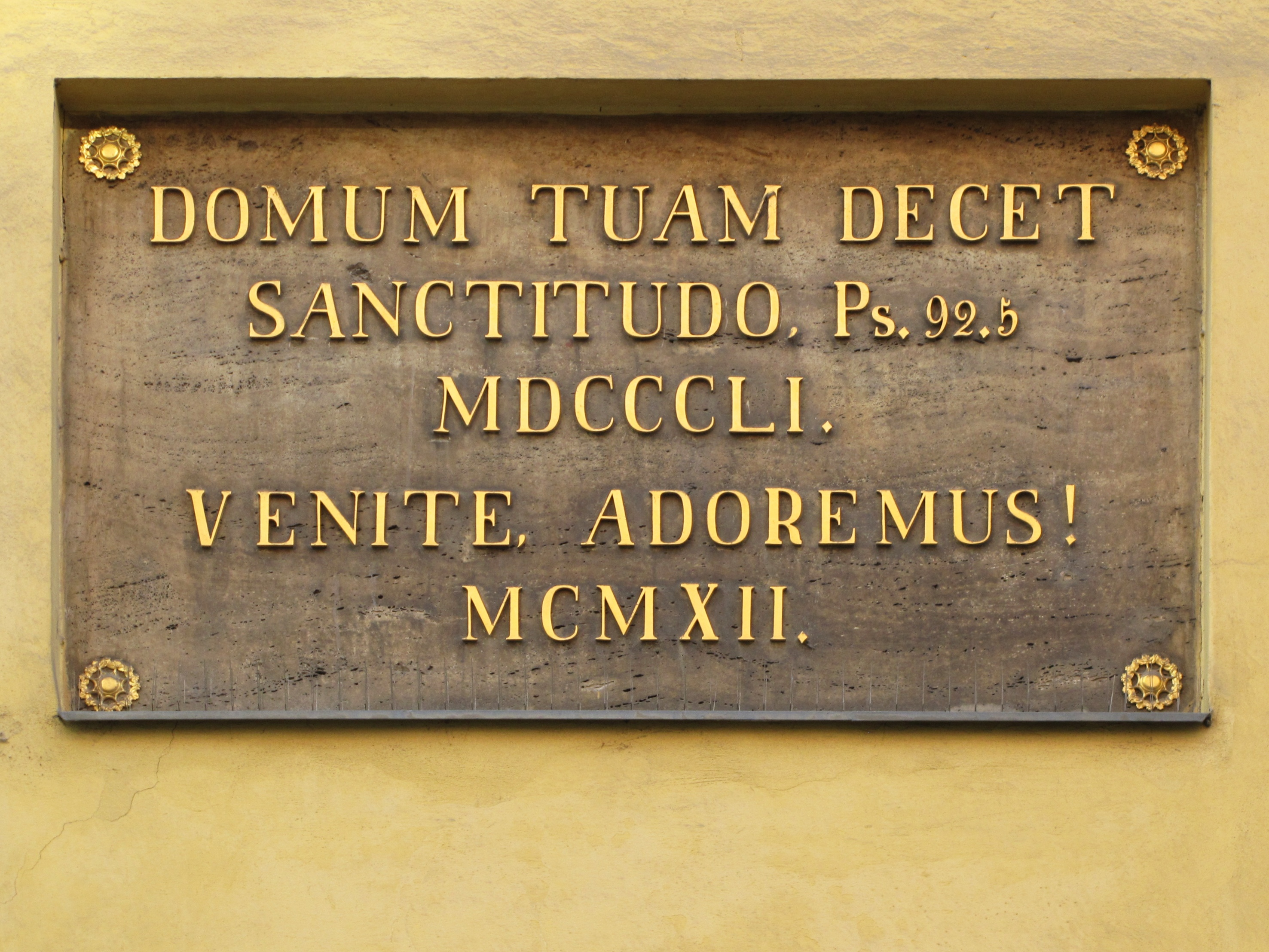
Latinský nápis nad vchodem

Kostel je orientovaná jednolodní podélná stavba s pravoúhlým kněžištěm. Po bocích jsou sakristie a kaple sv. Judy Tadeáše. Podél jižní strany kostela bývala ulička, která byla v roce 1812 zazděna a roku 1932 na jejím místě vestavěno schodiště na hudební kruchtu. Západní průčelí bylo po požáru roku 1852 stavebně zjednodušeno. Přízemí je hladké, členěné pilastry a vpadlými výplněmi. Ty obsahují niky, kam byly roku 1870 přeneseny sochy sv. Mikuláše z Myry (vlevo) a sv. Martina z Tours (vpravo) ze zrušeného kostela sv. Mikuláše na dnešním náměstí Svobody. Sochy vytvořil brněnský sochař Ondřej Schweigl kolem roku 1760. První patro oddělené profilovanou římsou je kompozičně totožné a vrchol ukončuje trojúhelníkový štít. Boční fasáda je jednoduchá, prolomená pouze půlkruhovými okny kaplí a okny mezi pilíři do lodi. Věž má helmici upravenou v novorománském slohu.
Nad hlavním vchodem je umístěna kamenná deska s latinským nápisem: Domum tuam decet SANCTITUDO Ps 92,5 MDCCCLI / Venite Adoremus MCMXII (česky: Tvému domu přísluší SVATOST Ž 92,5 (Žalm 92, verš 5) 1851 / Pojďte a klanějme se! 1912 (patrně dle 6. verše Žalmu 95). Druhý verš jako součást denní modlitby církve zřejmě odkazuje na zdejší počátek služby Kongregace bratří Nejsvětější Svátosti, která sem v roce 1912 přišla
Interiér bez výmalby je členěn mělkými kaplemi oddělenými pilastry. Klenba lodi i presbytáře je valená s výsečemi. Po celé délce kostela obíhá profilovaná římsa. Protáhlý presbytář má po stranách vstupy do bočních prostor a nad nimi oratoře. Západní stranu vyplňuje vestavěná kruchta z roku 1932 s výřezy pro boční oltáře. 

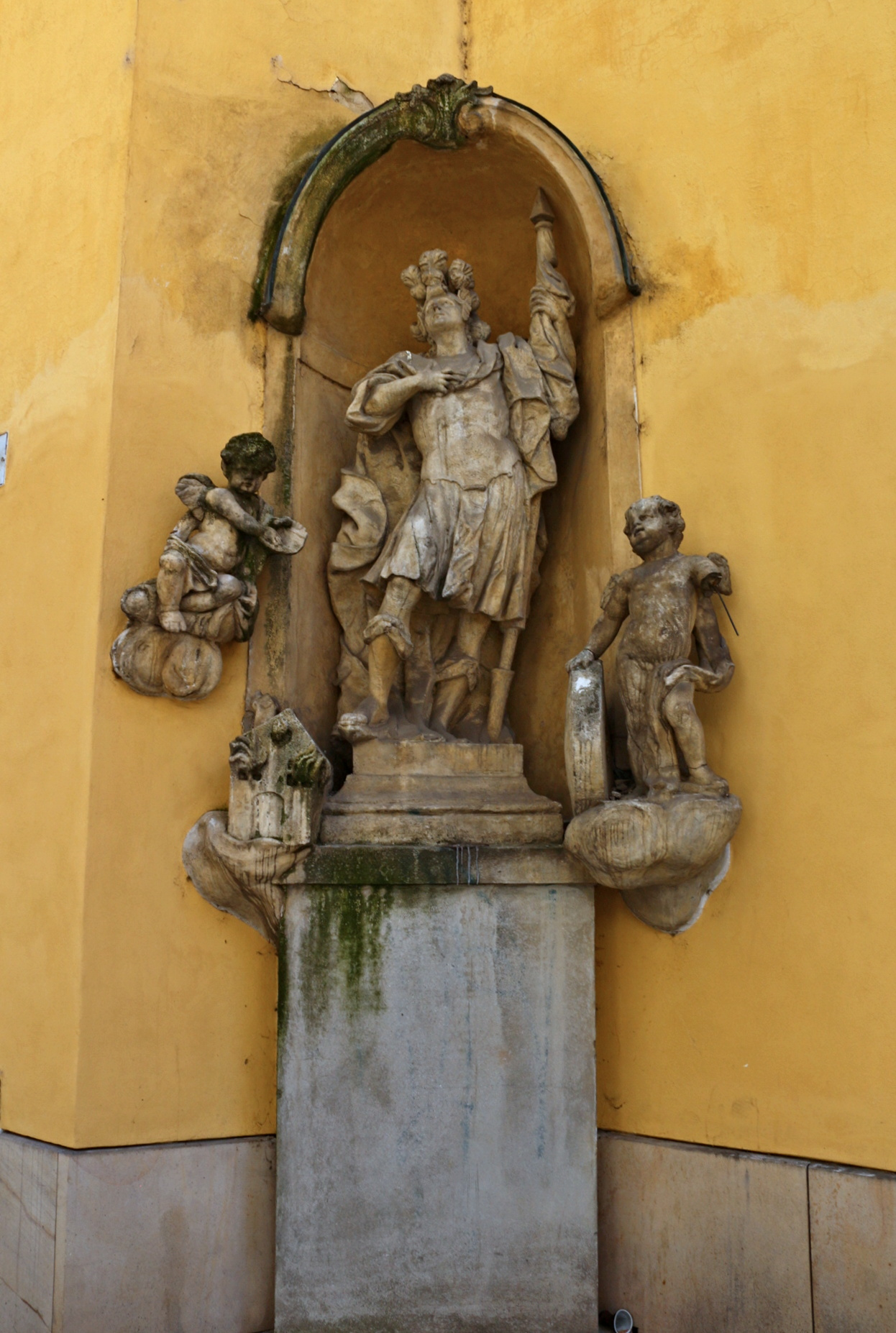
Socha sv. Floriána s anděly

U zdi kostela ve Františkánské ulici je v nice vápencová socha sv. Floriána se dvěma andílky od Antonína Rigy z 1. čtvrtiny 18. století. Anděl vlevo vylévá vodu z mušle na hořící dům, anděl vpravo drží mlýnské kolo.

## Vnitřní výzdoba
Stávající vybavení kostela sestává ze dvou časových etap. Z nejstarší výzdoby, která byla financována brněnskými měšťany po polovině 17. století, se nezachovalo téměř nic. První dochované součásti pocházejí až 20 let. 18. století, kdy byla do kostela dodána sochařská díla Antonína Rigy. V polovině 18. století dostávají františkáni jako finanční kompenzaci způsobenou sporem se sousedním palácem Dietrichstejnů téměř 1000 zlatých. Za tento obnos mohl být zhruba po stech letech modernizován celý interiér. Zakázku dostala v 60. letech 18. století dílna Ondřeje Schweigla, která byla pro svoji vytíženost sekundována konkurenční dílnou Jakuba Scherze. Byl zbudován nový hlavní a také boční oltáře, na které byla využita část starých soch. Truhlářské práce prováděl František Huck a polychromii Ondřej Bleiberger. Většinu obrazů namaloval rakouský rodák působící na Moravě Josef Stern a z dalších například František Vavřinec Korompay nebo František Antonín Palko.

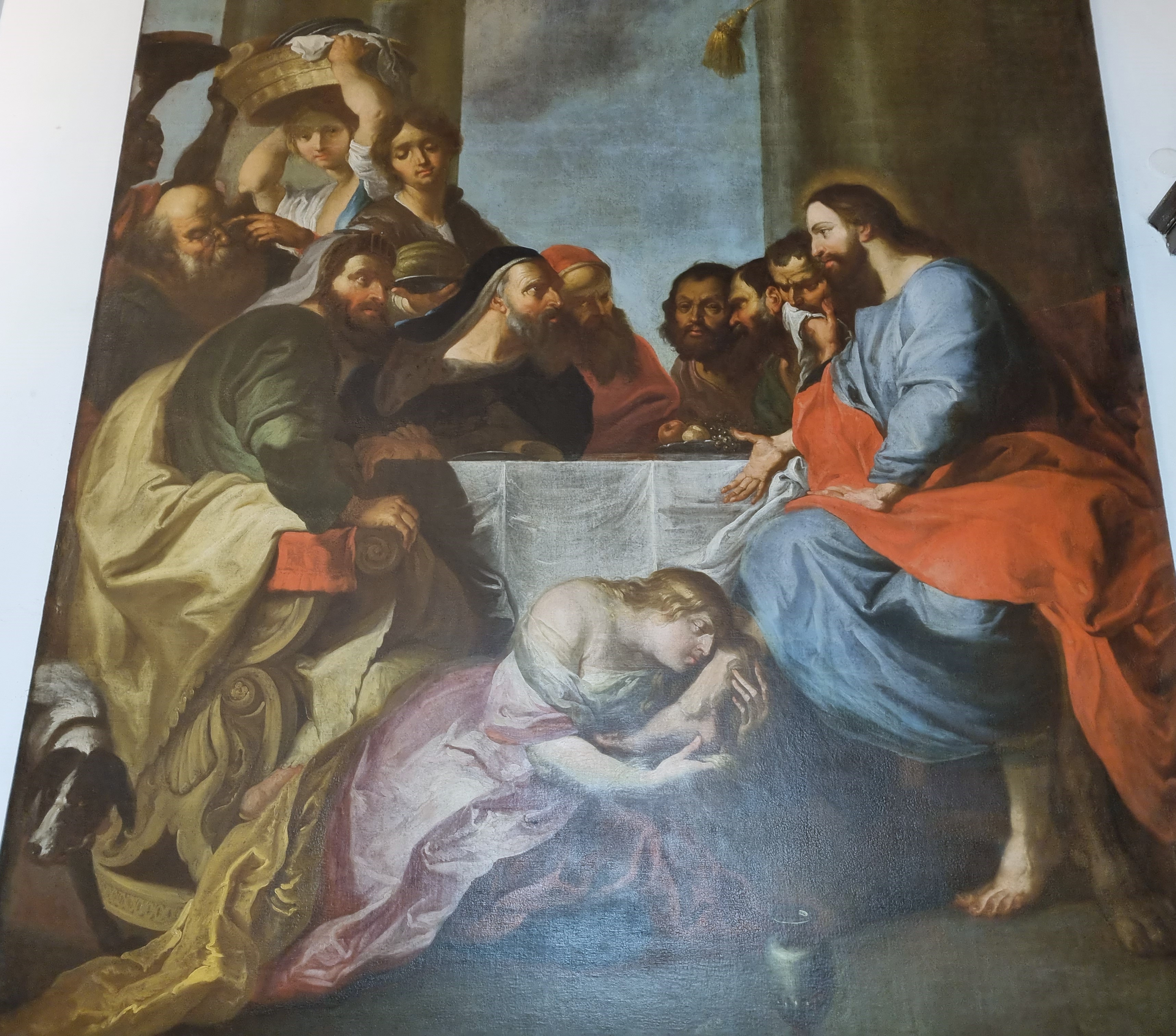
Hostina v domě Šimona Farizea, Josef Stern podle Petera P. Rubense (1763)

- Hlavní oltář: Ondřej Schweigl a Josef Stern (1763), dřevěné sloupové retabulum navrhl a vytvořil se sochařskou výzdobou Ondřej Schweigl. Po stranách obrazu jsou dřevěné zlacené sochy apoštolů sv. Petra a sv. Pavla s andílky, v nástavci dvojice cherubů a gloriola s Bohem Otcem a andílky. Scénu doplňují dvojice kajícníků na volutových nástavcích. Tabernákl zdobí na dvířkách reliéf Obětování Izáka. 
  - Oltářní obraz namaloval v roce 1763 Josef Stern. Scéna zobrazuje Hostinu v domě Šimona Farizea, kdy Máří Magdaléna omývá nohy Kristovi. Stern se zde inspiroval obrazem Petera Paula Rubense (porovnej) z 20. let 17. století, nacházející se dnes ve sbírkách petrohradské Ermitáže, respektive jeho skicou té době uložené ve Vídni. Oproti Rubensovi je plátno komponováno na výšku a jsou vynechány některé postavy. Malíř za něj dostal 400 zlatých.[9]
  - Nad vstupy do sakristie a protější bývalé kaple sv. Judy Tadeáše jsou vsazeny kasulové obrazy sv. Floriána a sv. Václava od Františka V. Korompaye (kolem 1765).
- Kazatelna: Antonín Riga a Jakub Scherz (1701, sochy z 20. let 18. století, úpravy po 1767), kazatelna z roku 1701 má uprostřed na poprsnici reliéf pelikána krmícího mláďata svojí krví, na stříšce čtveřici personifikací světadílů a na vrcholu sochu Krista jako Dobrého pastýře od Antonína Rigy z 20. let 18. století. V letech 1767–1770 byla kazatelna doplněna Jakubem Scherzem o reliéfy Zvěstování, Klanění pastýřů, Ukřižování a Zmrtvýchvstání Krista, dále anděly s deskami Desatera a kalichem a na spodu oltářovou nikou s adorujícími anděly obsahující nyní Pietu z 2. poloviny 19. století.
- Oltář Nejsvětějšího Srdce Páně: Jakub Scherz (1706, sochy z 1767), původně oltář Ecce Homo z roku 1706. Pozdně gotická socha Krista Trpitele, která byla umístěná v nice, je nyní nahrazena novodobou sochou Srdce Krista. Vrchol zaujímá skupina andělů, personifikace Víry, v čele s Archandělem Michalem a Bohem Otcem. Na spodu se nachází nika s novější sochou Krista v hrobě lemovanou dvěma anděly. Výzdobu vytvořil Jakub Scherz v roce 1767.
- Oltář Neposkvrněného početí Panny Marie: Antonín Riga, Ondřej Schweigl a Josef Stern (1761), v centrální nice je socha Panny Marie Immaculaty, zřejmě z minoritského kláštera z počátku 18. století. Po stranách retabula jsou umístěny starší sochy od Antonína Rigy, sv. Jana Křtitel a sv. Zachariáš z let 1723 či 1727. Od téhož sochaře pochází i alegorie Naděje a sv. Barbora v nástavci. Ondřej Schweigl poté doplnil vrchol oltáře sochou anděla s půlměsícem a mariánským monogramem a tabernáklem s anonymním obrazem sv. Jana Nepomuckého (1. polovina 18. století) s adorujícími anděly. Z roku 1761 pocházejí kartuše na menze s obrazy sv. Václava a sv. Prokopa od Josefa Sterna.
- Oltář sv. Františka z Assisi: Antonín Riga, Ondřej Schweigl a Josef Stern (1759): centrální obraz Vize sv. Františka z Assisi je od Josefa Sterna z roku 1759. Oltář doplňují starší sochy Antonína Rigy (1723 či 1727). Jsou jimi dvojice světců biskupů, zřejmě sv. Bonaventura? a sv. Ludvík z Toulouse a v nástavci sv. Alžběta či sv. Anežka? a sv. Klára. Od Schweigla je tabernákl s novodobým obrazem sv. Petra Juliána Eymarda (1912) a sochami adorujících andělů. V kartuších se nachází Sternovy obrazy sv. Terezie a sv. Markéty z Cortony z období mezi 1759–1761.
- Oltář sv. Josefa: Ondřej Schweigl, Jakub Scherz a Josef Stern (1761): obraz sv. Rodiny v tesařské dílně je od Josefa Sterna (1761). Po stranách jsou Schweiglovy sousoší archandělů Rafaela s Tobiášem a Anděla Strážného s dítětem. Od něho je i výklenek s jeskyní s morovými patrony sv. Rozálií, sv. Šebestiánem a sv. Rochem. V zaskleném rámu se nachází obraz sv. Příbuzenstva od Jana Kryštofa Handkeho z pozdního období. V nástavci sedí dvojice andělů se symboly tesařství, Josefova povolání – sekerou a pilou. Ty jsou dílem Jakuba Scherze.
- Oltář sv. Antonína Paduánského: Jakub Scherz a František Antonín Palko (1758): obraz namaloval vídeňsky poučený František A. Palko. Sochy františkánských světců asi sv. Františka Solanského či sv. Petra Aureola? a sv. Iva z Hélory jsou po stranách. Na volutách nástavce sedí zřejmě personifikace Víry a Lásky. Všechnu výzdobu dodal v roce 1758 Jakub Scherz. V prosklené skříňce je umístěna kopie Pražského Jezulátka
- Oltář sv. Jana Kapistrána: Ondřej Schweigl a Josef Stern (1761), obraz znázorňující sv. Jana Kapistrána žehnající moravskému znaku, je namalovaný Josefem Sternem. Sochy po stranách patří sv. Jakubu z Marky a sv. Bernardinu Sienskému, v nástavci jsou andílci s vojenskými atributy. Vše od sochaře Schweigla. Obraz Panny Marie ustavičné pomoci je novodobá kopie milostného obrazu z 15. století v římském kostele. Na predele se nacházely kartuše s obrazy sv. Kateřiny a sv. Barbory (1761), druhý obraz byl před rokem 2000 zcizen a zbylý byl přemístěn do depozitu.

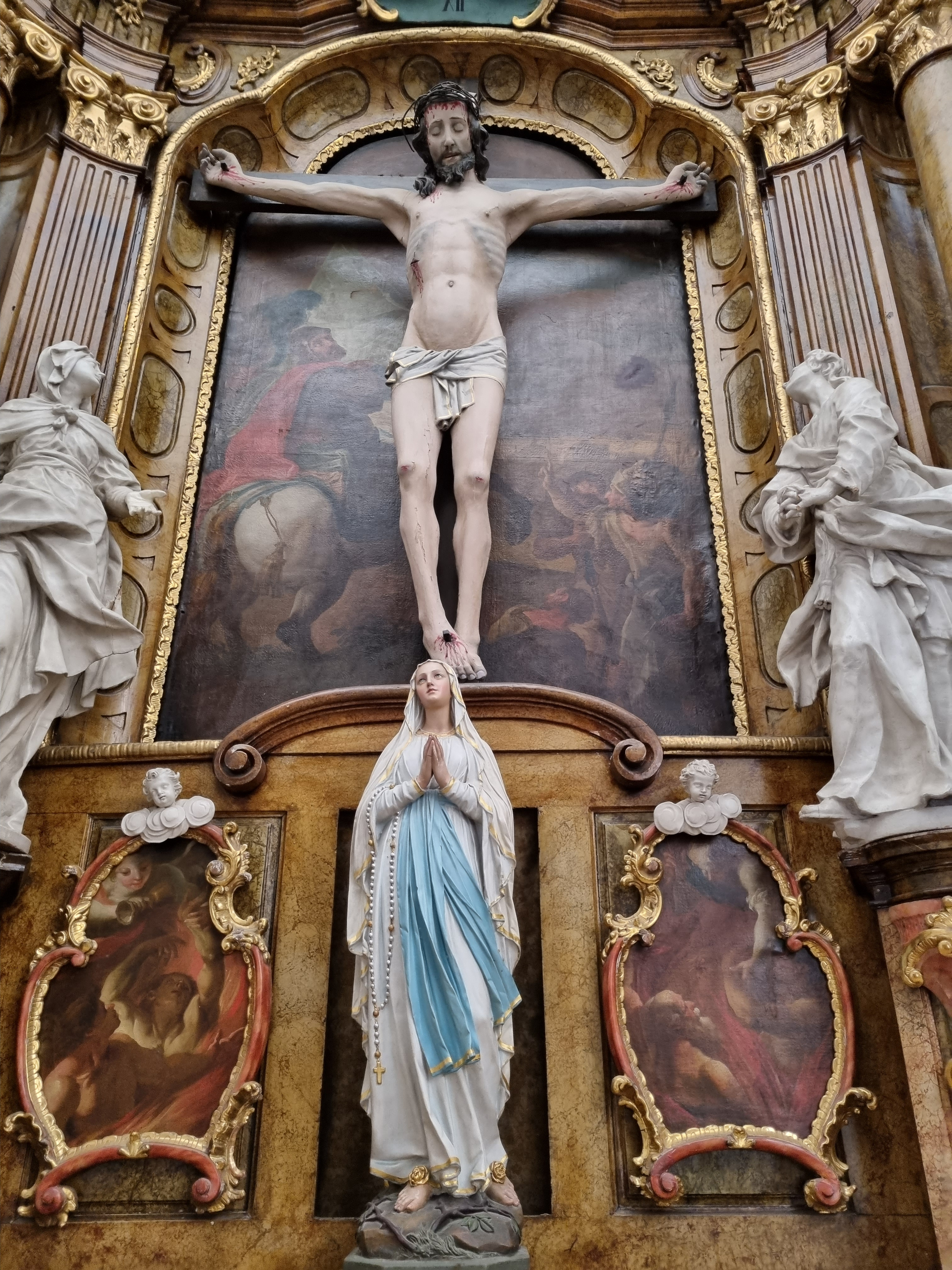
Oltář sv. Kříže, pozdně gotický Krucifix, obrazy od Josefa Sterna a sochy od Ondřeje Schweigla (1760)

- Oltář sv. Kříže: Ondřej Schweigl a Josef Stern (1760, úpravy 1770), středu dominuje pozdně gotický Krucifix z počátku 16. století, kterého doplňují Schweiglovy sochy Panny Marie a sv. Jana Evangelisty a andílků v nástavci. Pozadí Ukřižovaného tvoří obraz Kalvárie se sv. Longinem vytvořený v roce 1760 Josefem Sternem. Ze stejné doby jsou také na menze Sternovy obrazy znázorňující duše v očistci, které utěšují andělé. Na obraze s mužskými postavami je patrný vliv malíře Josefa Winterhaldera mladšího, který v této době pobýval ve Sternově ateliéru.[9]
- Do vybavení kostela patří také soubor vyřezávaných barokních lavic z doby kolem roku 1700. Na novodobé kruchtě stojí vaharny od krnovské firmy Františka Riegra z roku 1935.

### Náhrobky/epitafy:
1. hrabě Kašpar Friedrich z Lamberka († 28. července 1686), po pravé straně oltáře Neposkvrněného početí Panny Marie
2. hraběnka Františka Terezie z Lamberka († 14. března 1684), po levé straně oltáře Neposkvrněného početí Panny Marie
3. královský rychtář Jan Ignác Schnoeller z Liechtenau († 4. března 1664), po levé straně oltáře sv. Františka z Assisi[8]